# Dolac (Zagreb)
Dolac je najveća, najpoznatija i najvažnija tržnica u Zagrebu. 

## Povijest
Tržnica je otvorena 1930. godine na mjestu starih zidina koje su srušene (o tome svjedoči ulica Pod zidom). Nakon što je odlučeno da se preseli stara tržnica Harmica na mjestu današnjeg Trga bana Josipa Jelačića, raspravljalo se o lokaciji nove gradske tržnice. Lokaciju između crkve sv. Marije i Kaptola predložio je arhitekt Viktor Kovačić koji je sudjelovao u regulaciji potoka Medveščaka. Osim zidina je porušeno nekoliko kuća u starom gradskom naselju Dolac.

## Položaj
Tržnica se nalazi u gradskoj četvrti Gornji grad – Medveščak između Trga bana Josipa Jelačića, Kaptola i Gornjeg grada. Kombinacija je otvorene (za voće i povrće) i zatvorene (za meso, nalazi se ispod otvorene tržnice). Sjeverno od Dolca je Trg Petrice Kerempuha na kojem se nalazi prodaja cvijeća, a on se na sjeveru nastavlja na Opatovinu s prodajom odjevnih predmeta i raznih obrtničkih proizvoda. Trg Bana Jelačića i Dolac povezuje ulica Splavnica na kojoj se također prodaje cvijeće. Godine 2006. na tržnici je postavljen kip tradicionalne prodavačice "kumice Barice", djelo kipara Stjepana Gračana. Kumice su žene iz okolice Zagreba koje uzgajaju vlastito voće i povrće ili rade domaći sir i vrhnje koje prodaju na tržnici. Ime Barica odabrali su građani.  Njezina prototip je kumica Đurđica Jančić, koja trguje na Dolacu preko 50 godina.

## Vanjske poveznice
|  | Zajednički poslužitelj ima još gradiva o temi Dolac |